# Реннин
Реннин (химозин) — фермент из класса гидролаз, который вырабатывается в желудочных железах некоторых млекопитающих. У жвачных животных вырабатывается железами сычуга (4-го отдела желудка), отсюда одно из его тривиальных названий — сычужный фермент. Это первый фермент, выделенный химически: датский учёный Кристиан Хансен (дат. Christian Ditlev Ammentorp Hansen) выделил его путём экстракции солевым раствором из высушенного желудка телёнка (золотая медаль в 1874 году).
В сыре присутствует комплексный набор ферментов, где основным ферментом является реннин (химозин). Кроме реннина сыр содержит другие важные ферменты, например пепсин, липазу.

## Свойства
Молекула реннина состоит из полипептидной цепи с преобладанием кислых аминокислотных остатков.
Вырабатывается главными клетками желудка в форме неактивного профермента прореннина (прохимозина). Активируется катионами водорода (соляной кислотой желудочного сока) в присутствии ионов кальция при pH менее 5 с отщеплением 42-членного пептида. В кислой среде относительно стабилен, при pH более 7 теряет активность. Оптимальная кислотность среды для природного реннина — 3—4, для синтетического — 4—5.
Первоначальный субстрат реннина — белок молока казеиноген, который под действием фермента гидролизуется и расщепляется до нерастворимого белка казеина. В результате основной белок молока остаётся в желудке длительное время и медленно расщепляется пепсином.
Сычужный фермент также может использоваться для разделения молока на твердые калье и жидкую сыворотку.
Молекулярная масса бычьего реннина — около 34 kДа
Ингибируется пепстатином, продуцируемым стрептомицетами.

## Использование в промышленности
Вытяжка из сычугов — традиционный продукт для створаживания молока, наиболее употребимый в сыроделании.
Основной источник природного реннина — перетертые желудки молочных телят, возраст таких телят обычно не более 10 дней. В более позднем возрасте наряду с реннином начинает вырабатываться значительное количество пепсина, который ухудшает качество сыра.

### Заменители животного реннина
В Италии, кроме сычужного реннина, используются другие энзимы, вырабатываемые миндалинами телят и ягнят, что придаёт специфический пикантный вкус итальянским сырам.
В 1960-е были выделены штаммы грибов Mucor pusilus и Mucor miehei, синтезирующих подходящие ферменты, но с меньшей активностью. Позднее были разработаны способы получения ферментов из Pseudomonas mixoides, Bacillus licheniformis, Edothea parasitica и др.
Многие растения содержат ферменты, пригодные для свертывания молока и используемые с древних времен. Гомер писал в Илиаде, что древние греки использовали сок листьев инжира, чтобы свертывать молоко. Данный способ, как и использование энзимов из Артишока семейства Астровые (Asteraceae), используется до сих пор в странах Средиземноморья; близкородственные растения в России — расторопша и чертополох. Также могут быть использованы ферменты таких растений, как крапива, мальва, будра плющевидная (сорные), сок подмаренника:172.
С начала 1990-х годов для производства сыров в результате достижений генной биотехнологии начали использовать реннин, произведённый бактериями, имеющими копии гена реннина телёнка.